# Geološko razdoblje
Geološko razdoblje je određeni vremenski interval u geološkoj prošlosti Zemlje. Sva geološka razdoblja zajedno čine kontinuirani vremenski slijed kroz geološku povijest. Zemljinu geološku povijest dijelimo na eone, ere, periode, epohe i doba. Najmlađe razdoblje, epoha holocen u periodu kvartaru u eri kenozoiku u eonu fanerozoiku traje do današnjih dana.

## Podjela geoloških razdoblja
| - supereon Prekambrij - eon Hadij (astralno razboblje, nije priznato od ISC-a) - eon Arhaik - era Eoarhaik - era Paleoarhaik - era Mezoarhaik - era Neoarhaik - eon Proterozoik - era Paleoproterozoik - period Siderij - period Racij - period Orosirij - period Staterij - era Mezoproterozoik - period Kalimij - period Ektazij - period Stenij - era Neoproterozoik - period Tonij - period Kriogenij - period Ediakarij | - eon Fanerozoik - era Paleozoik - period Kambrij - period Ordovicij - period Silur - period Devon - period Karbon - period Perm - era Mezozoik - period Trijas - period Jura - period Kreda - era Kenozoik - period Paleogen - epoha Paleocen - epoha Eocen - epoha Oligocen - period Neogen - epoha Miocen - epoha Pliocen - period Kvartar | - period Kvartar (nastavak) - epoha Pleistocen - doba Gelasij - doba Donji - doba Srednji - doba Gornji - epoha Holocen - doba Grenlandijan - doba Nordgripijan - doba Megalajan |